# 7. ceremonia wręczenia nagród British Academy Games Awards

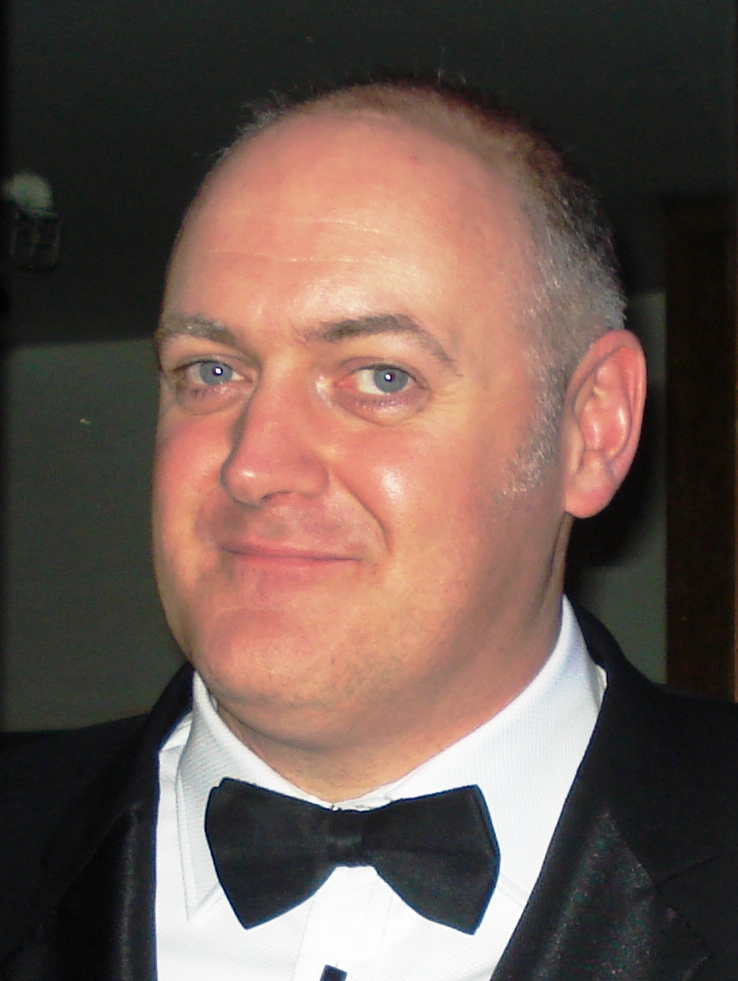
Dara Ó Briain był gospodarzem 7. ceremonii rozdania BAFTA Games Awards.

7. ceremonia wręczenia nagród British Academy Games Awards za rok 2010, zwana ze względu na sponsoring GAME British Academy Video Games Awards, odbyła się 16 marca 2011 roku w London Hilton w Londynie. Galę po raz trzeci poprowadził brytyjski komik i prezenter telewizyjny Dara Ó Briain. Najwięcej nominacji otrzymały gry Assassin’s Creed: Brotherhood, Call of Duty: Black Ops i Heavy Rain. Najwięcej nagród również otrzymał Heavy Rain. Grą roku ogłoszono Mass Effect 2.

## Zwycięzcy i nominowani

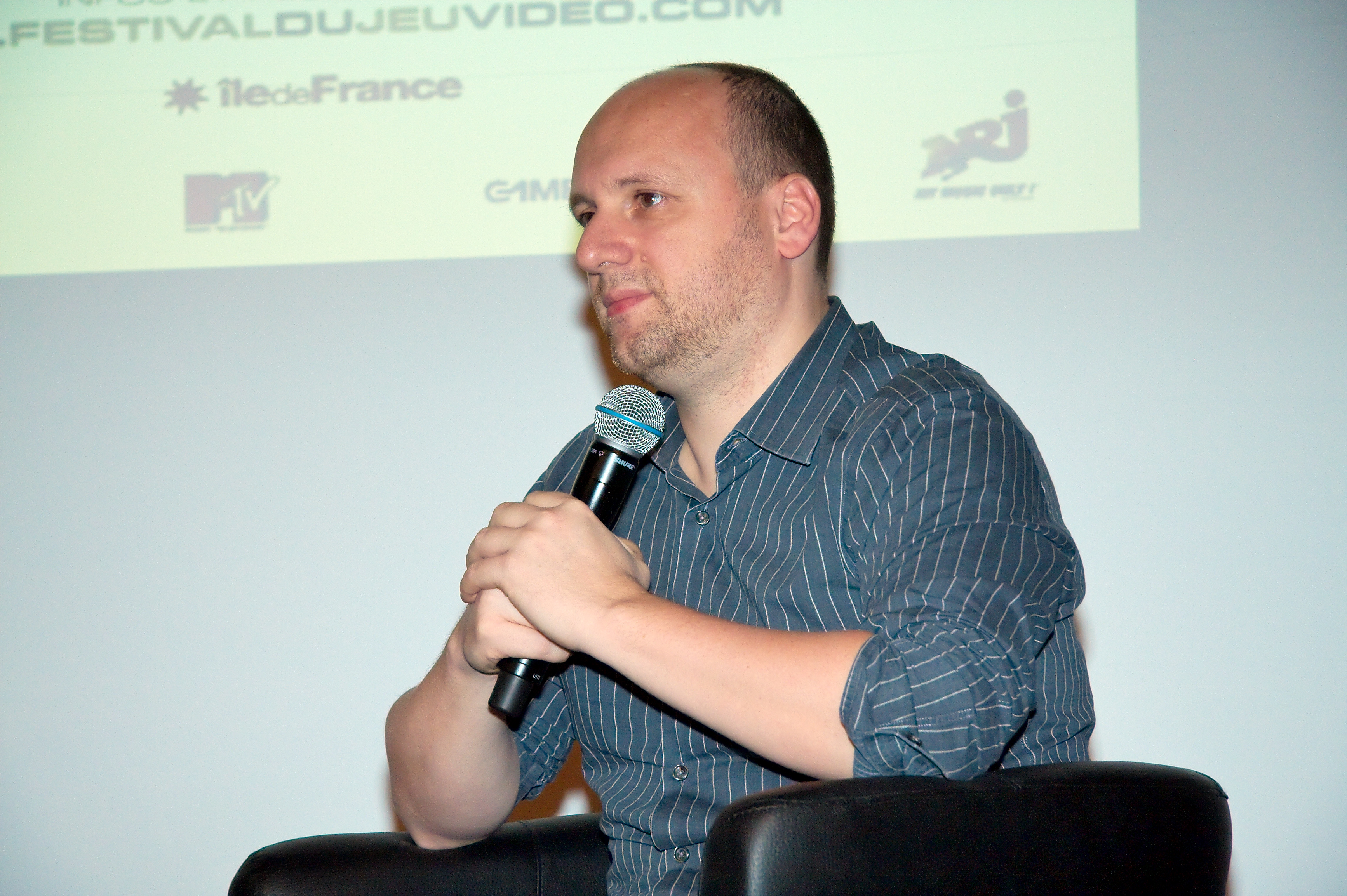
David Cage razem z Guillaume'em de Fondaumiere i Scottem Johnsonem otrzymał dwie nagrody za grę Heavy Rain w kategorii „Innowacja techniczna” i „Strategia”

Assassin’s Creed: Brotherhood – gra, która otrzymała 7 nominacji i tytuł najlepszej gry akcji.

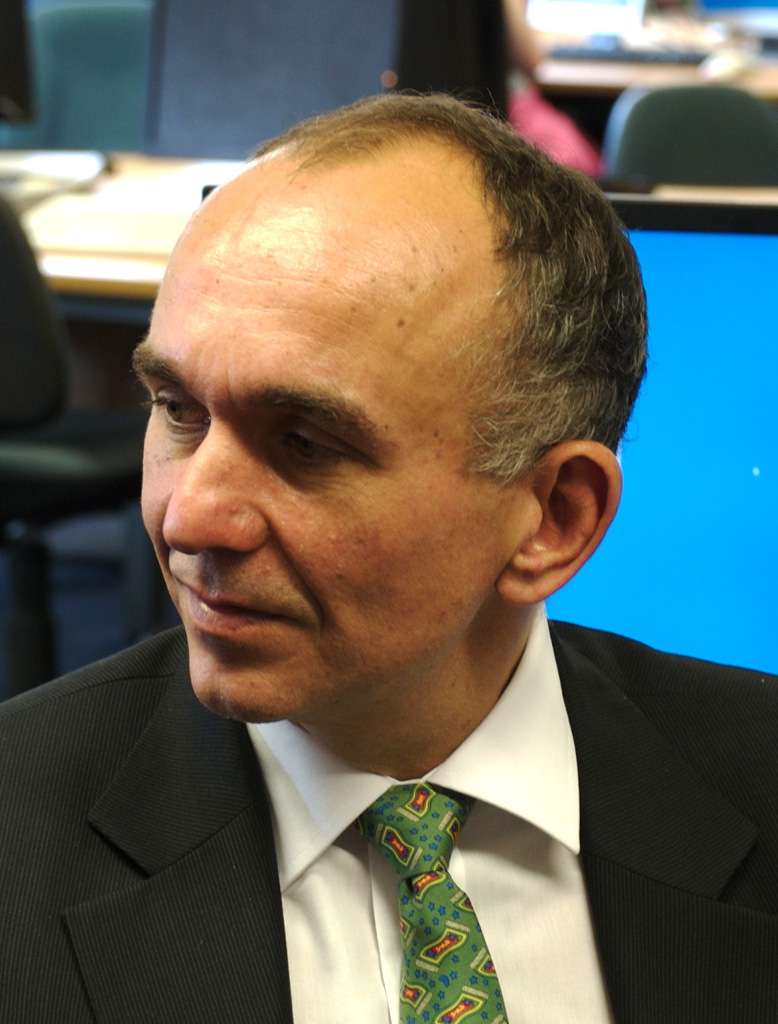
Peter Molyneux – projektant gier, znany głównie z gier w boga (w tym Populous, Dungeon Keeper i Black & White). Został uhonorowany nagrodą BAFTA Fellowship.

Zwycięskie gry zostały wyróżnione pogrubioną czcionką.

### Nagrody BAFTA – kategorie
| Akcja (Action) - Assassin’s Creed: Brotherhood – Gëlec Simard - Battlefield: Bad Company 2 – Patrick Bach, David Goldfarb - BioShock 2 – Jordan Thomas, Zak McClendon - Call of Duty: Black Ops – Dave Anthony, Corky Lehmkuhl, Jason Blundell - God of War III – Stig Asmussen, Todd Papy, Steve Caterson - Halo: Reach – Marcus Lehto, Joe Tung, Alex Cutting                                                                | Familijne i socjalne (Family & Social) - Kinect Sports – zespół produkcyjny - Dance Central – zespół produkcyjny - Kinect Adventures! – zespół produkcyjny - Kinectimals – zespół produkcyjny - Lego Harry Potter: Lata 1–4 – zespół produkcyjny - Toy Story 3 – John Blackburn, Jonathan Warner, Jeff Bunker                                                                                 |
| Gra na konsolę przenośną (Handheld) - Cut The Rope – Efim Voinov, Semyon Voinov - God of War: Duch Sparty – velopment Team - Lego Harry Potter: Lata 1–4 – zespół produkcyjny - Professor Layton And The Lost Future – Aihiro Hino - Sonic Colours – velopment Team - Super Scribblenauts – Joseph M Tringali, Marius Fahlbusch, Jeremiah Slaczka                                                                              | Gra sportowa (Sports) - F1 2010 – zespół produkcyjny - FIFA 11 – David Rutter, Kaz Makita, Gary Paterson - Football Manager 2011 – zespół produkcyjny - Gran Turismo 5 – zespół produkcyjny - International Cricket 2010 – zespół produkcyjny - Pro Evolution Soccer 2011 -Shingo Takatsuka, Naoya Hatsumi, Jon Murphy                                                                        |
| Innowacja techniczna (Technical Innovation) - Heavy Rain – David Cage, Guillaume de Fondaumiere, Scott Johnson - Assassin’s Creed: Brotherhood – Séphane Girard, Stephane Assadourian - Call of Duty: Black Ops – Adam Rosas, Dominique Drozdz, Scott Bean - Halo: Reach – Marcus Lehto, Joe Tung, Alex Cutting - Kinectimals – zespół produkcyjny - Super Mario Galaxy 2 – Koichi Hayashida, Yoshiaki Koizumi, Takashi Tezuka | Multiplayer (Multiplayer) - Need For Speed: Hot Pursuit – zespół produkcyjny - Assassin’s Creed: Brotherhood – Yann le Guyader - Battlefield: Bad Company 2 – Patrick Bach, David Goldfarb - Call of Duty: Black Ops – Mark Gordon, Dan Bunting, David Vonderhaar - Halo: Reach – Marcus Lehto, Joe Tung, Alex Cutting - StarCraft II: Wings of Liberty – zespół produkcyjny                  |
| Najlepsza gra (Best Game) - Mass Effect 2 – zespół produkcyjny - Assassin’s Creed: Brotherhood – Vincent Pontbriand - FIFA 11 – David Rutter, Kaz Makita, Gary Paterson - Heavy Rain – David Cage, Guillaume de Fondaumiere, Scott Johnson - LIMBO – Arnt Jensen, Dino Patti, Mads Wibroe - Super Mario Galaxy 2 – Koichi Hayashida, Yoshiaki Koizumi, Takashi Tezuka                                                          | Oryginalna muzyka (Original Score) - Heavy Rain – Normand Corbeil - Alan Wake – Petri Alanko - Fable III – Russell Shaw - 007: Blood Stone – Richard Jacques - Mass Effect 2 – Jack Wall - Super Mario Galaxy 2 – Koji Kondo |
| Osiągnięcie artystyczne (Artistic Achievement) - God of War III – Stig Asmussen, Ken Feldman, Cecil Kim - Assassin’s Creed: Brotherhood – Mhamed Gambouz - Call of Duty: Black Ops – Colin Whitney, Brian Anderson, Dominique Drozdz - Heavy Rain – David Cage, Guillaume de Fondaumiere, Scott Johnson - LIMBO – Arnt Jensen, Morten Bramsen - Mass Effect 2 – zespół produkcyjny                                             | Rozgrywka (Gameplay) - Super Mario Galaxy 2 – Koichi Hayashida, Yoshiaki Koizumi, Takashi Tezuka - Assassin’s Creed: Brotherhood – Patrick Plourde - God of War III – Stig Asmussen, Todd Papy, Adam Puhl - Heavy Rain – David Cage, Guillaume de Fondaumiere, Scott Johnson - LIMBO – Arnt Jensen, Jeppe Carlsen, Peter Buchardt - Mass Effect 2 – zespół produkcyjny                        |
| Scenariusz (Story) - Heavy Rain – David Cage, Guillaume de Fondaumiere, Scott Johnson - Alan Wake – zespół produkcyjny - BioShock 2 – Jordan Thomas, Zak McClendon - Call of Duty: Black Ops – Dave Anthony, Craig Houston - Fallout: New Vegas – John Gonzalez, Eric Fenstermaker, Travis Stout - Mass Effect 2 – zespół produkcyjny                                                                                          | Społecznościowa gra sieciowa (Social Network Game) - - My Empire – zespół produkcyjny - Bejeweled Blitz – Jon David, Heather Hazen, Jason Kapalka - Farmerama – Tobias Reisberger, Jan-Michel Saaksmeier, Marten Schröder - FIFA Superstars – zespół produkcyjny - Zoo Mumba – Tobias Reisberger, Eduard Röhrich, Jan-Michel Saaksmeier - Zuma Blitz – Isaac Aubrey, Jon David, Jason Kapalka |
| Strategia (Strategy) - Civilization V – Jon Shafer, Dorian Newcomb, Brian Wade - Fallout: New Vegas – Josh Sawyer, Frank Kowalkowski, Justin Reynard - FIFA Manager 11 – Gerald Köhler, Cord Westhoff, Bernhard Maiberg - Napoleon: Total War – zespół produkcyjny - Plants vs. Zombies (XBLA) – George Fan, Matt Lee Johnston, Ty Roberts - StarCraft II: Wings of Liberty – zespół produkcyjny                               | Wykorzystanie dźwięku (Use Of Audio) - Battlefield: Bad Company 2 – Stefan Strandberg - Alan Wake – zespół produkcyjny - Assassin’s Creed: Brotherhood – Mathieu Jeanson - Call of Duty: Black Ops – Brian Tuey, Chris Cowell - DJ Hero 2 – zespół produkcyjny - LIMBO – Martin Stig Andersen                                                                                                 |
| Źródło: BAFTA.org i Gry-Online | |

## Nominowani

### BAFTA Fellowship
- Peter Molyneux

### BAFTA Ones To Watch Award
Nagroda spoza standardowych kategorii, przyznana we współpracy z Dare to Be Digital.
- Twang – Jocce Marklund, Annette Nielsen, Linus Nordgren, Marcus Heder, Thomas Finlay
  - Mush – Henry Hoffman, Ahmed Zaman, Matthew Dennis, Katherine Killick, Greg O'Brien
  - Sculpty – Druhin Mukherjee, Fabien Roussot, James Long, Fraser Littlejohn, Ronan Suess

### GAME Award
Gra roku wybrana w głosowaniu publicznym przy współpracy z GAME.
- Call of Duty: Black Ops
  - Dance Central FIFA 11
  - Halo: Reach
  - Heavy Rain
  - LIMBO
  - Mass Effect 2
  - Need For Speed: Hot Pursuit
  - Red Dead Redemption
  - Super Mario Galaxy 2

## Gry, które otrzymały wiele nagród lub nominacji
| Nominacje | Gra                            |
| --------- | ------------------------------ |
| 7         | Assassin's Creed: Brotherhood  |
| 7         | Call of Duty: Black Ops        |
| 7         | Heavy Rain                     |
| 6         | Mass Effect 2                  |
| 5         | Super Mario Galaxy 2           |
| 5         | LIMBO                          |
| 4         | Halo: Reach                    |
| 3         | Alan Wake                      |
| 3         | Battlefield: Bad Company 2     |
| 3         | FIFA 11                        |
| 3         | God of War III                 |
| 2         | BioShock 2                     |
| 2         | Dance Central                  |
| 2         | Fallout: New Vegas             |
| 2         | Kinectimals                    |
| 2         | Lego Harry Potter: Years 1-4   |
| 2         | Need for Speed: Hot Pursuit    |
| 2         | StarCraft II: Wings of Liberty |

| Nagrody | gra        |
| ------- | ---------- |
| 3       | Heavy Rain |